# Punta de l'Ermengol
La Punta de l'Ermengol és una muntanya de 668 metres que es troba al municipi de Cabacés, a la comarca catalana del Priorat.